# Kuusiku
Kuusiku (anciennement: Saage) est un petit bourg de 171 habitants qui se trouve dans la commune de Rapla de la région de Rapla en Estonie.

## Histoire
Kuusiku est connu pour son aérodrome (en) à usage militaire, construit par les soviétiques, dans les années 1950. Au XXIe siècle, c'est un aérodrome civil.
En août 1941, Kuussiku a été le lieu d'une bataille entre soldats de l'Armée rouge et de la Wehrmacht.

## Manoir de Saage
Appelé à l'époque Saage, le bourg faisait partie d'un domaine seigneurial mentionné à partir de 1467. Il appartenait à des familles de la noblesse germano-balte venue d'Allemagne au Moyen Âge, successivement aux Wrangel, aux Hatsfer et aux Lilienfeld. Le manoir se présente sous la forme d'une grande bâtisse de bois de style allemand du XVIIIe siècle avec un fronton triangulaire du côté de l'entrée d'honneur et une véranda de style néogothique du côté du parc. Des éléments ont été ajoutés tout au long du XIXe siècle. Le domaine de Saage a été nationalisé en 1919 pour servir d'école de puériculture. De vastes bâtiments datant pour la plupart de la fin du XVIIIe siècle et à usage agricole et domestique, dont une distillerie aujourd'hui en ruines, se situent à côté du manoir.
Le manoir de Saage se trouvait avant l'indépendance de l'Estonie dans la paroisse de Rappel (aujourd'hui Rapla) du district d'Harju.

## Climat
| Mois                                  | jan.     | fév.       | mars       | avril      | mai       | juin      | jui.      | août      | sep.      | oct.      | nov.       | déc.       | année      |
| ------------------------------------- | -------- | ---------- | ---------- | ---------- | --------- | --------- | --------- | --------- | --------- | --------- | ---------- | ---------- | ---------- |
| Température minimale moyenne (°C)     | −6,8     | −7,9       | −5,2       | −0,2       | 3,9       | 8,4       | 11,4      | 10,4      | 6,6       | 2,3       | −1,2       | −4,1       | 1,4        |
| Température moyenne (°C)              | −3,8     | −4,4       | −1,1       | 4,9        | 10,6      | 14,7      | 17,4      | 16        | 11,3      | 5,7       | 1,4        | −1,8       | 5,9        |
| Température maximale moyenne (°C)     | −1,3     | −1,2       | 3          | 10,5       | 16,9      | 20,3      | 23,1      | 21,8      | 16,4      | 9,4       | 3,6        | 0,4        | 10,2       |
| Record de froid (°C) date du record   | −39 1940 | −37,6 1956 | −35,1 1942 | −24,4 1942 | −6,7 2017 | −2,7 1941 | 0,5 1951  | −2,5 1966 | −7 1986   | −17 1992  | −24,3 2010 | −40,6 1978 | −40,6 1978 |
| Record de chaleur (°C) date du record | 8,8 2007 | 11,1 1990  | 18 2007    | 26,5 2000  | 30,5 2018 | 32,1 2021 | 33,6 1994 | 33,4 1992 | 28,4 1992 | 20,9 1981 | 13,5 2015  | 10,8 2016  | 33,6 1994  |
| Ensoleillement (h)                    | 30,3     | 57         | 130,1      | 189,1      | 263,1     | 253,4     | 263,6     | 218,9     | 136,6     | 78,4      | 28,2       | 15,3       | 1 659,2    |
| Précipitations (mm)                   | 58       | 43         | 40         | 38         | 43        | 77        | 73        | 90        | 62        | 80        | 66         | 63         | 730        |
| Nombre de jours avec précipitations   | 12       | 9          | 9          | 8          | 7         | 9         | 10        | 11        | 12        | 13        | 14         | 14         | 129        |
| Humidité relative (%)                 | 91       | 88         | 81         | 73         | 69        | 74        | 77        | 81        | 85        | 89        | 92         | 92         | 83         |

| Diagramme climatique                                  |            |         |            |           |           |            |            |           |          |           |           |
| J                                                     | F          | M       | A          | M         | J         | J          | A          | S         | O        | N         | D         |
| −1,3−6,858                                            | −1,2−7,943 | 3−5,240 | 10,5−0,238 | 16,93,943 | 20,38,477 | 23,111,473 | 21,810,490 | 16,46,662 | 9,42,380 | 3,6−1,266 | 0,4−4,163 |
| Moyennes : • Temp. maxi et mini °C • Précipitation mm |            |         |            |           |           |            |            |           |          |           |           |